# Oeclidius minos
Oeclidius minos är en insektsart som beskrevs av Ronald Gordon Fennah 1980. Oeclidius minos ingår i släktet Oeclidius och familjen Kinnaridae. Inga underarter finns listade i Catalogue of Life.